# مغنولية غرفثية
ماغنوليا غرفثية (الاسم العلمي: Magnolia griffithii) هي نوع من النباتات تتبع جنس الماغنوليا من الفصيلة الماغنولية.